# SMS Szent István
Лінкор «Сент Іштван» (нім. Szent István, угор. SMS Szent István) належав до кораблів класу Вірібус Унітіс (Теґеттгофф) військово-морських сил Австро-Угорщини. Згідно з умовою фінансування будівництва цих бойових кораблів один з них мали збудувати на верфі угорської частини імперії, у порту якої він повинен був перебувати. Через це він був закладений в Рієці на верфі, де будували невеликі кораблі. Це затягнуло будівництво і призвело до витрати додаткових коштів для розбудови верфі. Названий на честь короля Стефана І Святого, який охрестив Угорщину. Перший варіант назви лінкору на честь Яноша Гуняді був відхилений на вимогу ерцгерцога Франца Фердинанда.

## Історія

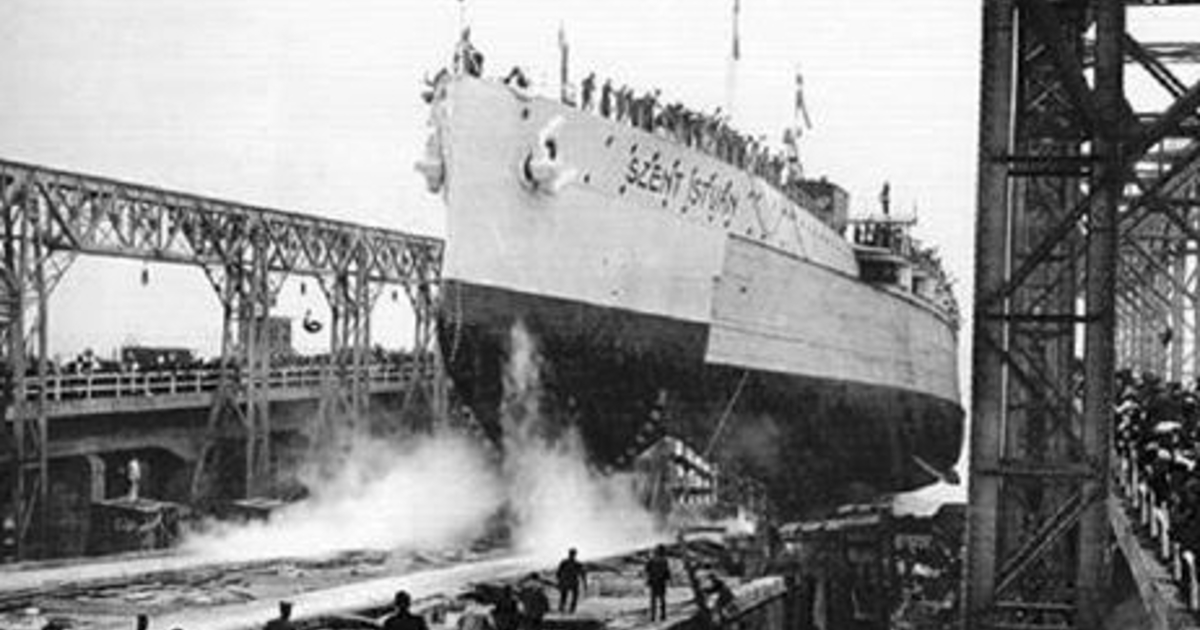
Спуск лінкору на воду

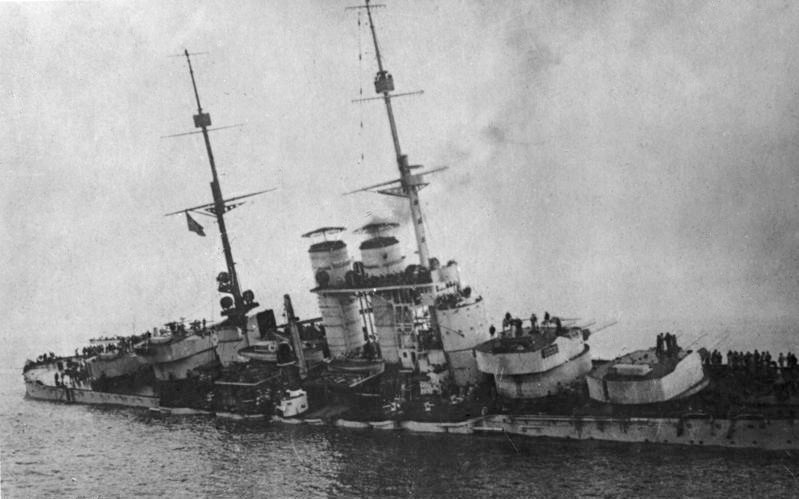
Тонучий лінкор «Сент Іштван»'

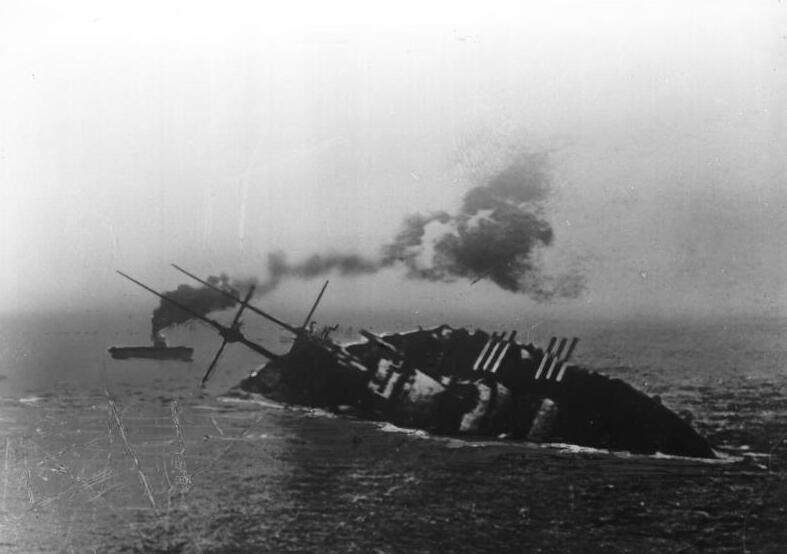
Загибель лінкора

Через брак досвіду, матеріалів, які могли бути виключно угорськими, необхідність розбудови верфі будівництво лінкора припинили на 17 місяців.
Лінкор прийняли до складу флоту лише 1915 року. Він мав додаткову платформу поміж димовими трубами і єдиний не був оснащений протиторпедними і протимінними сітями. З 991 дня служби лінкор провів 937 дні на базі в Пулі. За цей час його відвідали імператори Карл І, Вільгельм ІІ.
На 15 червня 1918 був призначений наступ австро-угорського війська на італійські позиції, які з моря повинен був підтримати весь флот. Згідно з планом адмірала Горті 9 червня з бази вийшли лінкори «Принц Євген» і «Вірібус Унітіс», де знаходився штаб флоту, кореспонденти. В іншій групі знаходились лінкори «Святий Стефан», «Теґеттгофф» у супроводі есмінця і 6 міноносців. Кораблі затримались при виході з бази на 45 хвилин, згодом не змогли розвинути запланованої швидкості через перегрів турбін на «Святому Стефані». 10 червня о 3:25 їх атакувала група італійських торпедних катерів. Через 5 хвилин дві торпеди вразили лінкор, який нахилився на правий борт. О 4:45 «Теґеттгофф» взяв на буксир «Святого Стефана». Це прискорило заповнення корабля водою, подальшого нахилу корабля. Через затоплення котлів припинилось енергопостачання і відключились насоси. Було віддано наказ покинути корабель. О 6:05 корабель перевернувся і через сім хвилин затонув разом з 89 матросами. Затоплення лінкору було зафіксоване операторами. Ця подія змусила Горті наказати флоту повернутись на базу.
Югославські водолази 1976 здійснили перший спуск до лінкору, що лежить кілем до гори на глибині 66 м. Наступну італо-югославську експедицію фінансувало 1990 італійське телебачення. Перша австрійська експедиція відбулась у червні 1994 року. У наступні роки відбулось ще декілька експедицій до решток корабля. Дослідження виявили, що торпеди влучили під панцирний пояс лінкору у незахищену частину дна, де видніються пробоїни розміром 5x6 метрів.

## Джерело
- Zvonimir Freivogel: Tauchgang um das K. u. K. Schlachtschiff Szent Istvan (= Marine-Arsenal. Special 8) Podzun-Pallas, Wölfersheim-Berstadt 1998, ISBN 3-7909-0642-5.